# Runhild Gammelsæter
Runhild Gammelsæter (* 1976), vystupující také pod pseudonymem Ozma, je norská zpěvačka známá z účinkování v metalových kapelách Thorr's Hammer a Khlyst. Získala akademický titul Ph.D. a pracuje jako bioložka.

## Biografie
17letá Runhild Gammelsæter byla na přelomu let 1994/1995 na studentském výměnném pobytu v americkém Seattlu, kde se připojila jako zpěvačka ke kytaristům Gregovi Andersonovi a Stephenu O'Malley a jejich death/doommetalové skupině Thorr's Hammer. Součástí kapely byli ještě bubeník Jamie Sykes a baskytarista James Hale. Z jejich šestitýdenní spolupráce vznikla legendární třískladbová nahrávka Dommedagsnatt (česky Noc soudného dne) s texty v norštině.

Runhild se pak vrátila do norského Osla, aby dokončila vzdělání a získala akademický titul Ph.D.
V roce 2006 spoluzaložila v New Yorku společně s kytaristou/baskytaristou Jamesem Plotkinem (ex-O.L.D., Khanate) a bubeníkem Timem Wyskidou (Blind Idiot God, Manbyrd, Khanate) drone/doommetalovou kapelu Khlyst.
V roce 2008 vydala debutové sólové album Amplicon, které je mixem dark ambientu, avantgardního metalu a drone metalu.
O roku 2014 spolupracovala s norským hudebníkem Lasse Marhaugem.